# Odontadenia laxiflora
Odontadenia laxiflora är en oleanderväxtart som först beskrevs av Henry Hurd Rusby, och fick sitt nu gällande namn av R. F. Woodson. Odontadenia laxiflora ingår i släktet Odontadenia och familjen oleanderväxter. Inga underarter finns listade i Catalogue of Life.